# 泰索尼耶尔
泰索尼耶尔（法語：Tessonnière，法語發音：[tɛsɔnjɛʁ]）是法国德塞夫勒省的一个旧市镇，属于帕尔特奈区。2019年，泰索尼耶尔并入市镇艾尔沃。

## 地理
泰索尼耶尔（46°48'46"N, 0°11'28"W）面积14.6 平方千米，位于法国新阿基坦大区德塞夫勒省，该省份为法国西部内陆省份，北起曼恩-卢瓦尔省，西接旺代省，南至夏朗德省和滨海夏朗德省，东临维埃纳省。
与泰索尼耶尔接壤的市镇（或旧市镇、城区）包括：艾尔沃、布赛、卢安、迈松捷。

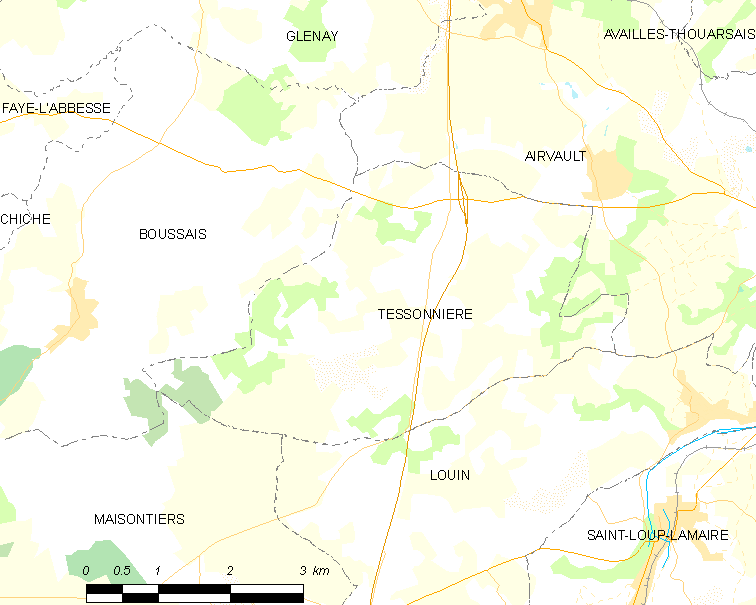
泰索尼耶尔的OSM定位图

泰索尼耶尔的时区为UTC+01:00、UTC+02:00（夏令时）。

## 行政
泰索尼耶尔的邮政编码为79600，INSEE市镇编码为79325。

## 政治
泰索尼耶尔所属的省级选区为图埃河谷县。

## 人口

1962-2008年间泰索尼耶尔人口变化图示

泰索尼耶尔于2018年1月1日时的人口数量为300人。